# European Trophy 2013
L'European Trophy 2013 è la quarta edizione dell'European Trophy, torneo ad inviti estivo di hockey su ghiaccio per squadre di club europee. È l'ottava edizione considerando anche quelle disputate con la denominazione di "Nordic Trophy", trofeo nato nel 2006. La stagione regolare prese il via il 6 agosto 2013 con l'incontro della Divisione Sud fra Piráti Chomutov e Sparta Praga, mentre si concluse l'8 settembre. I playoff si disputarono fra il 19 ed il 22 dicembre 2013 a Berlino. Il calendario degli incontri di stagione regolare fu reso pubblico il 15 aprile 2013.
Rispetto all'ultima edizione il numero delle squadre partecipanti rimase invariato, ovvero 32. Per la prima volta i playoff non furono più ospitati in due differenti città ma a Berlino, capitale della Germania. Nelle edizioni precedenti almeno una città austriaca aveva sempre ospitato incontri del Red Bulls Salute. La competizione fu vinta dai finlandesi del JYP Jyväskylä, i quali si imposero per 2-1 contro il Färjestads BK.

## Formato
Le 32 formazioni iscritte sono state suddivise secondo un criterio parzialmente geografico in quattro divisioni: la Divisione Nord, la Divisione Sud, la Divisione Est e la Divisione Ovest. Ciascuna divisione, composta da otto formazioni, prevede un girone all'italiana con sole gare di andata più un incontro extra disputato contro una squadra rivale, scelta per vicinanza geografica, per un totale di otto partite giocate. Ogni formazione disputa quattro incontri in casa e quattro in trasferta. L'accesso alle finali è garantito alle squadre vincitrici di ciascuna divisione e alle migliori due seconde classificate; tuttavia nella Divisione Nord gli Eisbären Berlin, organizzatori dei playoff, hanno garantito l'accesso alla fase finale del torneo, e qualora non riuscissero ad accedere ai primi due posti della Divisione rimpiazzerebbero la peggior squadra classificata alle finali.
In caso di parità per determinare la prima posizione in un gruppo o il passaggio del turno fra due squadre al secondo posto in gironi diversi vengono applicati i seguenti criteri:
1. Miglior differenza reti
2. Maggior numero di reti segnate
3. Risultati negli scontri diretti con le squadre interessate
4. Sorteggio

### Rivalità
Oltre alle sette partite contro le altre avversarie del proprio raggruppamento ciascuna formazione affronta per una seconda volta un'altra squadra del proprio paese o vicina geograficamente:
- Divisione Nord
  -  Luleå vs.  Oulun Kärpät
  -  Hamburg Freezers vs.  Eisbären Berlino
  -  Kometa Brno vs.  Plzeň 1929
  -  České Budějovice vs.  Red Bull Salisburgo
- Divisione Sud
  -  KalPa vs.  JYP
  -  Linköping vs.  HV71
  -  Piráti Chomutov vs.  Sparta Praga
  -  Vienna Capitals vs.  Slovan Bratislava

- Divisione Est
  -  Tappara vs.  TPS
  -  Brynäs vs.  Djurgården
  -  Bílí Tygři Liberec vs.  Pardubice
  -  Berna vs.  Friburgo-Gottéron
- Divisione Ovest
  -  Jokerit vs.  HIFK
  -  Frölunda vs.  Färjestad
  -  Adler Mannheim vs.  ERC Ingolstadt
  -  ZSC Lions vs.  Zugo

### Partite
Se una partita si conclude in parità al termine del tempo regolamentare (60 minuti), si disputa un overtime di 5 minuti disputato in 4 contro 4. Se nessuna delle due squadre riesce a segnare nei 5 minuti di overtime di procedere con lo shootout, inizialmente con una serie obbligatoria di tre tiri per ciascuna squadra. Se dopo la serie di tre tiri si è ancora in parità si procede ad oltranza fino alla cosiddetta sudden death, quando una squadra riesce ad imporsi sull'altra.
Una squadra ottiene tre punti in caso di successo entro il tempo regolamentare, due punti per una vittoria all'overtime o allo shootout, un punto in caso di sconfitta all'overtime o allo shootout e nessun punto in caso di sconfitta al termine dei 60 minuti di gioco.

### Montepremi
Al termine della stagione regolare ciascuna squadra vincitrice della propria divisione ottiene un premio pari a 25.000 €, le quattro seconde classificate 20.000 € a testa, mentre le terze, le quarte e le quinte ricevono rispettivamente 15.000 €, 10.000 € e 5.000 €. In aggiunta la squadra vincitrice dei playoff, il "Red Bulls Salute", riceve ulteriori 50.000 €, mentre l'altra finalista ottiene altri 10.000 €. Qualora la vincitrice del Red Bulls Salute rientrasse fra le quattro vincitrici divisionali, allora tale formazione riceverebbe un ulteriore bonus pari a 50.000 €, per un massimo di 125.000 €. In totale nel corso del torneo verranno distribuiti premi dal valore totale di 360.000 €.

## Partecipanti
Divisione Nord
  Oulun Kärpät
  Eisbären Berlino
  Red Bull Salisburgo
  Luleå
  Kometa Brno
  České Budějovice
  Plzeň 1929
  Hamburg Freezers
Divisione Sud
  Linköping
  HV71
  Sparta Praga
  Piráti Chomutov
  KalPa
  Slovan Bratislava
  Vienna Capitals
  JYP
Divisione Est
  TPS
  Tappara
  Djurgården
  Berna
  Bílí Tygři Liberec
  Pardubice
  Brynäs
  Friburgo-Gottéron
Divisione Ovest
  Färjestad
  Frölunda
  HIFK
  Jokerit
  ZSC Lions
  Adler Mannheim
  ERC Ingolstadt
  Zugo

## Fase a gironi
|  | Squadra qualificata per i playoff |

### Divisione Nord
| Pos. | Squadra             | Pt | G | V | VS | PS | P | GF | GS | DR |
| ---- | ------------------- | -- | - | - | -- | -- | - | -- | -- | -- |
| 1.   | Luleå               | 19 | 8 | 6 | 0  | 1  | 1 | 22 | 14 | +8 |
| 2.   | Red Bull Salisburgo | 14 | 8 | 4 | 1  | 0  | 3 | 26 | 23 | +3 |
| 3.   | Plzeň 1929          | 13 | 8 | 3 | 1  | 2  | 2 | 17 | 17 | 0  |
| 4.   | Kometa Brno         | 12 | 8 | 2 | 3  | 0  | 3 | 20 | 19 | +1 |
| 5.   | Oulun Kärpät        | 12 | 8 | 4 | 0  | 0  | 4 | 19 | 21 | -2 |
| 6.   | Hamburg Freezers    | 10 | 8 | 3 | 0  | 1  | 4 | 28 | 27 | +1 |
| 7.   | Eisbären Berlino    | 10 | 8 | 3 | 0  | 1  | 4 | 21 | 25 | -4 |
| 8.   | České Budějovice    | 6  | 8 | 2 | 0  | 0  | 6 | 20 | 27 | -7 |

### Divisione Sud
| Pos. | Squadra           | Pt | G | V | VS | PS | P | GF | GS | DR  |
| ---- | ----------------- | -- | - | - | -- | -- | - | -- | -- | --- |
| 1.   | JYP               | 19 | 8 | 6 | 0  | 1  | 1 | 30 | 19 | +11 |
| 2.   | Slovan Bratislava | 16 | 8 | 5 | 0  | 1  | 2 | 31 | 25 | +6  |
| 3.   | Linköping         | 16 | 8 | 5 | 0  | 1  | 2 | 27 | 22 | +5  |
| 4.   | Sparta Praga      | 14 | 8 | 3 | 2  | 1  | 2 | 28 | 21 | +7  |
| 5.   | HV71              | 11 | 8 | 3 | 1  | 0  | 4 | 28 | 25 | +3  |
| 6.   | Vienna Capitals   | 9  | 8 | 2 | 1  | 1  | 4 | 23 | 24 | -1  |
| 7.   | KalPa             | 7  | 8 | 2 | 0  | 1  | 5 | 17 | 28 | -11 |
| 8.   | Piráti Chomutov   | 4  | 8 | 0 | 2  | 0  | 6 | 19 | 39 | -20 |

### Divisione Est
| Pos. | Squadra            | Pt | G | V | VS | PS | P | GF | GS | DR |
| ---- | ------------------ | -- | - | - | -- | -- | - | -- | -- | -- |
| 1.   | Djurgården         | 18 | 8 | 5 | 1  | 1  | 1 | 26 | 20 | +6 |
| 2.   | TPS                | 13 | 8 | 3 | 1  | 2  | 2 | 23 | 22 | +1 |
| 3.   | Brynäs             | 13 | 8 | 4 | 0  | 1  | 3 | 20 | 24 | -4 |
| 4.   | Tappara            | 12 | 8 | 3 | 1  | 1  | 3 | 24 | 22 | +2 |
| 5.   | Pardubice          | 12 | 8 | 3 | 1  | 1  | 3 | 22 | 20 | +2 |
| 6.   | Friburgo-Gottéron  | 11 | 8 | 2 | 2  | 1  | 3 | 23 | 24 | -1 |
| 7.   | Bílí Tygři Liberec | 9  | 8 | 3 | 0  | 0  | 5 | 26 | 27 | -1 |
| 8.   | Berna              | 8  | 8 | 2 | 1  | 0  | 5 | 19 | 24 | -5 |

### Divisione Ovest
| Pos. | Squadra        | Pt | G | V | VS | PS | P | GF | GS | DR  |
| ---- | -------------- | -- | - | - | -- | -- | - | -- | -- | --- |
| 1.   | Färjestad      | 21 | 8 | 7 | 0  | 0  | 1 | 23 | 11 | +12 |
| 2.   | Frölunda       | 16 | 8 | 5 | 0  | 1  | 2 | 32 | 17 | +15 |
| 3.   | Jokerit        | 14 | 8 | 4 | 1  | 0  | 3 | 17 | 12 | +5  |
| 4.   | Adler Mannheim | 14 | 8 | 3 | 2  | 1  | 2 | 21 | 21 | 0   |
| 5.   | ZSC Lions      | 12 | 8 | 4 | 0  | 0  | 4 | 21 | 19 | +2  |
| 6.   | ERC Ingolstadt | 10 | 8 | 3 | 0  | 1  | 4 | 22 | 25 | -3  |
| 7.   | Zugo           | 5  | 8 | 1 | 1  | 0  | 6 | 14 | 30 | -16 |
| 8.   | HIFK           | 4  | 8 | 1 | 0  | 1  | 6 | 16 | 31 | -15 |

## Playoff
I playoff, noti anche come "Red Bulls Salute", avranno a Berlino fra il 19 ed il 22 dicembre 2013. Rispetto all'edizione precedente sono sei le squadre che accedono alle finali. Il 9 settembre 2013 a Berlino sono stati ufficializzati i due gruppi da tre squadre che prendono parte alla finale del torneo. La prima gara di ciascun gruppo si disputerà presso il Wellblechpalast; tutte le altre gare, inclusa la finale, saranno invece giocate alla O2 World. La squadra vincitrice riceve 50.000 €, mentre l'altra finalista ottiene altri 10.000 €.
| O2 World         | Wellblechpalast |
| Capienza: 14.200 | Capienza: 4.695 |
|                  |                 |

### Gruppo A
| Pos. | Squadra          | Pt | G | V | VS | PS | P | GF | GS | DR |
| ---- | ---------------- | -- | - | - | -- | -- | - | -- | -- | -- |
| 1.   | Färjestad        | 6  | 2 | 2 | 0  | 0  | 0 | 9  | 2  | +7 |
| 2.   | Eisbären Berlino | 3  | 2 | 1 | 0  | 0  | 1 | 4  | 7  | -3 |
| 3.   | Frölunda         | 0  | 2 | 0 | 0  | 0  | 2 | 5  | 9  | -4 |

### Gruppo B
| Pos. | Squadra    | Pt | G | V | VS | PS | P | GF | GS | DR |
| ---- | ---------- | -- | - | - | -- | -- | - | -- | -- | -- |
| 1.   | JYP        | 5  | 2 | 1 | 1  | 0  | 0 | 6  | 3  | +3 |
| 2.   | Luleå      | 4  | 2 | 1 | 0  | 1  | 0 | 6  | 5  | +1 |
| 3.   | Djurgården | 0  | 2 | 0 | 0  | 0  | 2 | 3  | 7  | -4 |

### Finale
| Berlino 22 dicembre 2013, ore 20:15 UTC+1 | Färjestad | 1 – 2 (0-1; 1-1; 0-0) referto | JYP | O2 World (3.100 spett.) |

## Statistiche

### Classifica marcatori
Aggiornata al 22 dicembre 2013.
| Giocatore        | Squadra           | PG | Gol | Assist | Punti |
| ---------------- | ----------------- | -- | --- | ------ | ----- |
| Marcus Sörensen  | Djurgården        | 10 | 7   | 6      | 13    |
| Chad Kolarik     | Linköping         | 8  | 5   | 7      | 12    |
| Jani Tuppurainen | JYP               | 11 | 5   | 7      | 12    |
| Philippe Dupuis  | Hamburg Freezers  | 8  | 3   | 8      | 11    |
| Yanick Lehoux    | Adler Mannheim    | 8  | 3   | 8      | 11    |
| Robin Figren     | Frölunda          | 10 | 6   | 4      | 10    |
| Éric Perrin      | JYP               | 11 | 4   | 6      | 10    |
| Michel Miklík    | Slovan Bratislava | 8  | 3   | 7      | 10    |
| Dan Sexton       | TPS               | 8  | 3   | 7      | 10    |
| Niklas Olausson  | Luleå             | 9  | 1   | 9      | 10    |
|                  |                   |    |     |        |       |

### Classifica portieri
Aggiornata al 23 dicembre 2013.
| Giocatore        | Squadra             | PG | MGS  | Sv%   |
| ---------------- | ------------------- | -- | ---- | ----- |
| Leland Irving    | Jokerit             | 4  | 0.75 | 97.35 |
| Danny Taylor     | Färjestad           | 6  | 0.83 | 96.89 |
| Joonas Korpisalo | Jokerit             | 2  | 1.01 | 94.44 |
| Matěj Machovský  | Slovan Bratislava   | 4  | 1.23 | 95.76 |
| Bernd Brückler   | Red Bull Salisburgo | 3  | 1.40 | 94.92 |
|                  |                     |    |      |       |

## Classifica finale

### Vincitori
| Campioni dell'European Trophy 2013 JYP | Portieri: Tuomas Tarkki, Sami Rajaniemi Difensori: Aleksi Salonen, Mikko Viitanen, Mikko Luoma, Mikko Kalteva, Jyrki Välivaara (A), Yohann Auvitu, Henri Auvinen, Samuli Kankaanperä, Kristian Näkyvä, Valtteri Hietanen Attaccanti: Éric Perrin (C), Jani Tuppurainen (A), Max Wärn, Topi Nättinen, Antti Jaatinen, Ossi Louhivaara (A), Anssi Löfman, Petr Hubáček, Miika Lahti (A), Jonne Virtanen, Mikko Salmio, Markus Nenonen, Matias Myttynen, Joonas Sammalmaa, Ramzi Abid, Markus Poukkula Staff Tecnico: Marko Virtanen (Allenatore), Harri Laurila (Ass. Allenatore) |